# Phidippus audax
Phidippus audax  (лат.) — вид пауков-скакунчиков, обитающий в Северной Америке.

## Описание
Длина тела составляет 13 мм. Окраска тела чёрного цвета с двумя белыми овальными пятнами и одним белым треугольным пятном в центре брюшка. Также на брюшке имеются четыре пары чёрных пятен. Вид похож на Phidippus otiosus и Phidippus regius. Однако у Phidippus otiosus не овальные, а четырёхугольные белые пятна, а у Phidippus regius отсутствуют чёрные пары пятен на брюхе.
Самец немного меньше, чем самка, треугольник на опистосоме у самцов немного больше. У более молодых пауков пятна ещё красные, оранжевые или желтые. На хелицерах они переливаются чаще зелёным цветом.
Как все пауки-скакуны, они могут хорошо видеть своими очень большими передними, тёмно-синими центральными глазами. Они способны точно воспринимать не только движения, но и окружающую среду на расстоянии от 25 до 30 см, и узнавать не только свою добычу и хищников, но и своих вероятных партнеров. Пауки строят своё гнездо из шёлковых нитей и никогда не отходят от него очень далеко.
Темперамент пауков варьируется от особи к особи, некоторые более оживлены чем другие. Они много бегают и прячутся, а когда чувствуют себя в опасности, то поднимают две свои передние лапы, чтобы своим размером произвести впечатление на хищника. Если хищник продолжает приближаться, они готовятся для защиты, прыгают и кусают. Но обычно эти быстрые пауки избегают встречи с хищниками.

## Питание
Phidippus audax берёт свою добычу на мушку издалека и целенаправленно прыгает на расстояние нескольких сантиметров, чтобы поймать её. Большей частью они охотятся на насекомых, таких как сверчки, которые больше самого паука по размеру. Часто они проникают в здания, чтобы найти там насекомых. Яд пауков действует на насекомых очень быстро и является смертельным.

## Содержание
Phidippus audax охотно содержат в террариумах. Хотя это маленькие животные, они предпочитают большие террариумы. Кроме того, для прыжков им необходимо больше пространства. Им необходима нормальная влажность воздуха и комнатная температура. Яд пауков недостаточно сильный, чтобы представлять опасность для человека (возможна разве только аллергическая реакция на него). Пауки не агрессивны и не кусаются, если их не загонять в угол или не брать на руки. В любом случае, этому маленькому пауку своими хелицерами очень сложно повредить кожу человека.